# Boscia cauliflora
Boscia cauliflora är en kaprisväxtart som beskrevs av Hiram Wild. Boscia cauliflora ingår i släktet Boscia och familjen kaprisväxter. Inga underarter finns listade i Catalogue of Life.